# Постников, Филипп Витальевич
Филипп Витальевич Постников (10 апреля 1989, Ленинград, СССР) — российский футболист, полузащитник.

## Карьера
Начинал карьеру в любительских клубах Санкт-Петербурга и Ленинградской области. В 2007 году выступал за «Смену» и молодёжную команду «Зенита» (в турнире дублёров РФПЛ сыграл 5 матчей). Летом 2013 года, после возвращения из финского «Мюллюпуро», подписал контракт с кировским «Динамо», за которое провёл 8 матчей в ПФЛ. В феврале 2014 года перешёл в клуб ФНЛ «Химик» Дзержинск, за который сыграл 3 матча. В 2015 году стал игроком петербургской «Звезды», через полгода, 6 августа 2015 года перешёл в чемпионат Белоруссии, где подписал контракт с «Витебском». Единственный матч в высшей лиге сыграл 16 августа 2015 года, выйдя на замену на 85-й минуте вместо Владислава Павленко. Также выступал за молодёжную команду «Витебска» и сыграл один матч в Кубке Белоруссии. Весной 2019 года стал игроком петербургского «Динамо», играющего в чемпионате города. В 2020 покинул клуб. 
С 2019 года выступает за петербургский любительский мини-футбольный «Аталанта», выступающий в формате 7х7, и «Невский фронт», выступающий в формате 8х8.
С декабря 2020 футболист петербургского любительского футбольного клуба «Авангард». 